# Nyotaimori

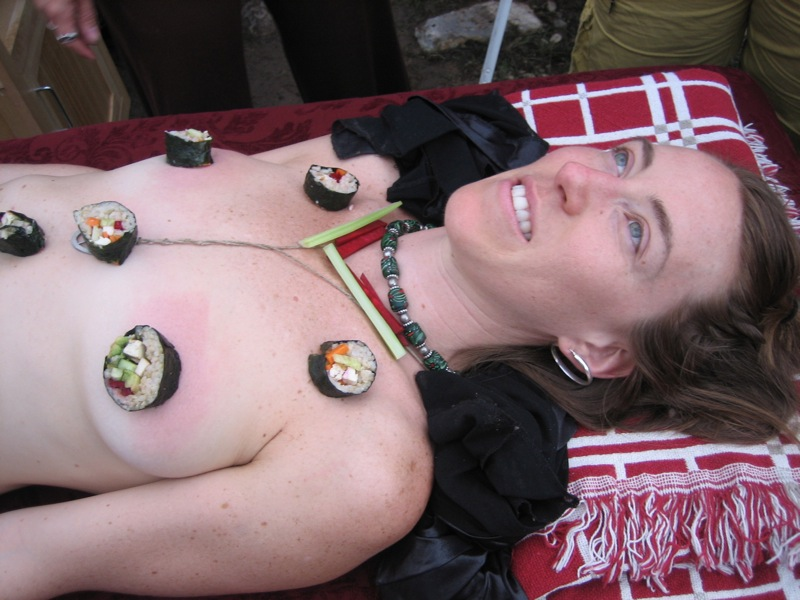
Sushi servito su una modella

Il termine Nyotaimori (女体盛り?), letteralmente "servire (i cibi) sul corpo femminile", indica la pratica di mangiare sashimi o sushi dal corpo di una donna, tipicamente nuda.
Di origini, è una pratica di feticismo sessuale giapponese, correlata alla sitofilia, diffusasi fino ai ristoranti di lusso degli Stati Uniti d'America. In lingua inglese è meglio conosciuto come body sushi o naked sushi. 

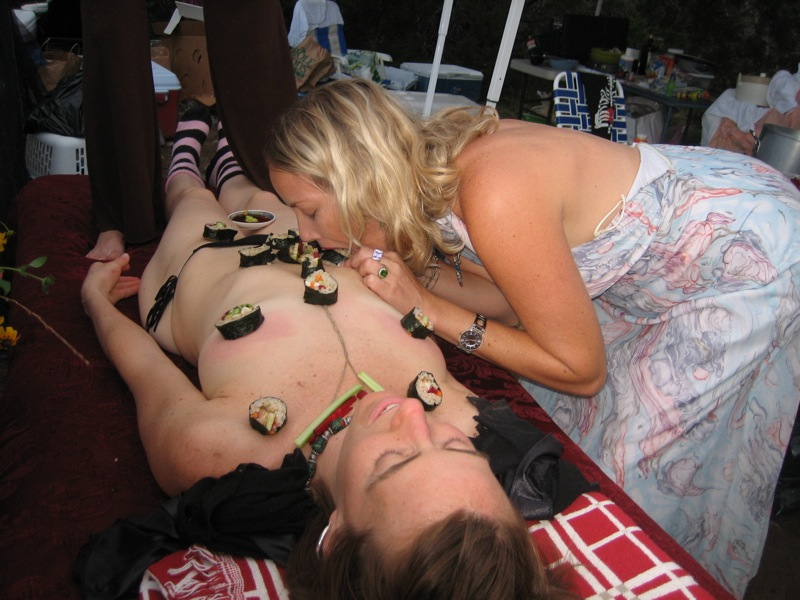
Ospite che mangia sushi direttamente da sopra una modella, evento Burning Flipside, USA, 2007

In pratica, una ragazza viene fatta sdraiare nuda sulla tavola, mentre lo chef la ricopre di sashimi e altri cibi.